# لويز مارتن جونيور
لويز مارتن كارلوس جونيور "سيارا"، هو لاعب خط وسط منتخب قطر لكرة القدم والذي يلعب حاليا في النادي العربي في دوري نجوم قطر .

## مسيرة اللاعب
كان يلعب في نادي لخويا و في عام 2017 صدر قرار بدمج نادي لخويا مع نادي الجيش تحت مسمى نادي الدحيل و انظم بعدها إلى نادي الدحيل و انتقل إلى النادي العربي في عام 2024.